# Ilz (rivier)
De Ilz is een rivier in het Beierse Woud in Zuid-Duitsland. De rivier heeft twee bronrivieren, de Grote Ohe (Große Ohe) en de Kleine Ohe, die beide ontspringen in het Nationaal Park Bayerischer Wald aan de grens met Tsjechië. De Grote Ohe ontspringt op de flanken van de berg Rachel en de Kleine Ohe enkele kilometers oostelijker.
De Ilz mondt na 65 km bij Passau uit in de Donau. Enkele kilometers voor de monding bevindt zich de Ilz-Stausee.